# Лучёк, Михаил Тихонович
Михаил Тихонович Лучёк (1918—1944) — младший лейтенант Рабоче-крестьянской Красной Армии, участник Великой Отечественной войны, Герой Советского Союза (1943).

## Биография
Михаил Лучёк родился 21 ноября 1918 года в селе Наумовка (ныне — Корюковский район Черниговской области Украины). После окончания неполной средней школы работал в колхозе. В 1939 году Лучёк был призван на службу в Рабоче-крестьянскую Красную Армию. С июня 1941 года — на фронтах Великой Отечественной войны. К сентябрю 1943 года ефрейтор Михаил Лучёк был помощником командира разведвзвода 229-го стрелкового полка, 8-й стрелковой дивизии, 15-го стрелкового корпуса, 13-й армии, Центрального фронта. Отличился во время битвы за Днепр.
22 сентября 1943 года Лучёк одним из первых переправился через Днепр в районе села Навозы (ныне — Днепровское Черниговского района Черниговской области) и принял активное участие в боях за захват и удержание плацдарма на его западном берегу, корректировал огонь артиллерии по огневым точкам противника, мешавшим переправе советских частей. Во время боёв за село Кошевка Чернобыльского района Киевской области Украинской ССР он лично уничтожил 12 вражеских солдат.
Указом Президиума Верховного Совета СССР от 16 октября 1943 года за «мужество и героизм, проявленные при форсировании Днепра и удержании плацдарма на его правом берегу» ефрейтор Михаил Лучёк был удостоен высокого звания Героя Советского Союза с вручением ордена Ленина и медали «Золотая Звезда» за номером 2057.
В 1944 году Лучёк окончил курсы младших лейтенантов. В одном из последующих боёв он получил тяжёлое ранение, от которого умер в госпитале 26 июля 1944 года. Похоронен в посёлке Ланчин Ивано-Франковской области Украины.
Был также награждён медалью.

## Память
В честь Лучка названа улица в Ланчине и в Наумовке.